# Didelphodon

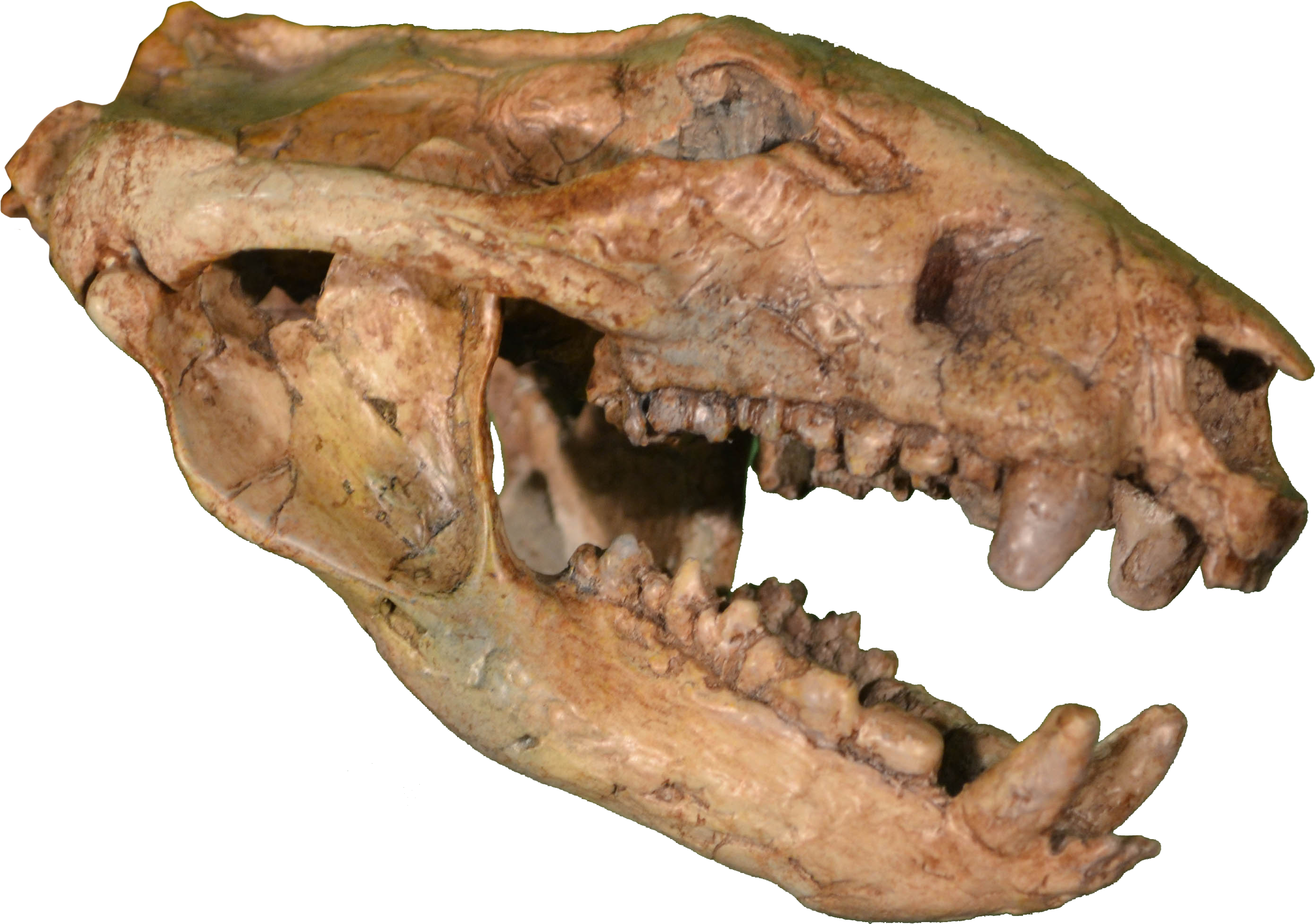
Schedel van Didelphodon vorax

Didelphodon is een geslacht van uitgestorven buideldierachtigen en behoort tot de Stagodontidae. Didelphodon leefde tijdens  het Laat-Krijt in Noord-Amerika. Het was een van de grootste zoogdieren uit het Mesozoïcum en door zijn optreden in de slotaflevering van de BBC-televisieserie Walking with Dinosaurs is het dier ook een van de bekendste Mesozoïsche zoogdieren.

## Indeling
Didelphodon behoort tot de Stagodontidae, een kleine familie van buideldierachtigen uit het Laat-Krijt van Noord-Amerika. Naast Didelphodon is de kleinere Eodelphis het andere geslacht in de familie. Er worden drie soorten onderscheiden in het geslacht Didelphodon: D. coyi, D. padanicus en  D. vorax.

## Fossiele vondsten
Fossielen van Didelphodon dateren uit het Laat-Campanien en Maastrichtien en maken deel uit van de North American land mammal ages Judithian en Lancian. Het geslacht overleefde tot in de periode direct voor de Krijt-Paleogeen-massa-extinctie.
Tijdens het Laat-Campanien (76-74,5 Ma) leefde Didelphodon samen met Eodelphis. Fossielen uit deze periode zijn gevonden in de Judith River of Belly River Group in Montana en Alberta. Fossielen van D. coyi zijn gevonden in de Horseshoe Canyon-formatie in Alberta uit het Vroeg-Maastrichtien en in de Scollard-formatie. De bekendste soort is D. vorax uit het Laat-Maastrichtien. Fossielen van deze soort zijn gevonden in de Lance Creek- (Wyoming), Hell Creek- (Montana, North en South Dakota), Scollard-, Frenchman- (Saskatchewan en Fox Hills-formatie (South Dakota). In de Scollard-formatie is D. vorax een van de algemeenste soorten. De minder goed bekende D. padanicus leefde eveneens tijdens het Laat-Maastrichtien, maar is slechts bekend van een fossiele vondst uit de Hell Creek-formatie in South Dakota. Didelphodon behoort ook tot de Bug Creek-fauna, een problematische verzameling van dinosauriërs en zoogdieren.

## Uiterlijk en leefwijze
Met een totale lengte van ongeveer een meter en een geschat gewicht van vijf tot tien kilogram een van de grootste Mesozoïsche zoogdieren en het grootste Mesozoïsche zoogdier uit de Theria. Het formaat van D. vorax is vergelijkbaar met dat van Repenomamus giganticus uit het Vroeg-Krijt van de Volksrepubliek China en hedendaagse roofdieren als de buidelduivel en honingdas. Tot recent waren alleen tanden, een onderkaak en een partiële schedel bekend van Didelphodon. Door beperkt postcraniaal fossiel materiaal was de leefwijze lang onduidelijk. Nieuwe specimen uit de Hell Creek-formatie gaven uiteindelijk meer inzicht in de lichaamsbouw van Didelphodon. Het eerste specimen is een bijna complete schedel uit North Dakota. Het andere specimen is het enige Noord-Amerikaanse zoogdierskelet uit het Laat-Krijt en werd gevonden in South Dakota op enkele meters van een Triceratops in afzettingen van een rivierbedding. Het fossiel toont dat Didelphodon een buidelduivelachtige kop met een otterachtig lichaam had. D. vorax had een schedel van circa twaalf centimeter lang. Vermoedelijk was Didelphodon een omnivoor met een semi-aquatische leefwijze. De valse kiezen in combinatie met de robuuste kaken lijken gespecialiseerd voor het kraken van de harde schalen van schelp- en schaaldieren en mogelijk schildpadden en zelfs jonge ankylosauriërs. Daarnaast zal Didelphodon waarschijnlijk ook aas, kleine gewervelde dieren, eieren en planten hebben gegeten. Mogelijk rustte het dier in gegraven holen in de rivieroever.